# 심플론 철도
심플론 철도(Simplon Railway)는 브리크를 통해 스위스 로잔과 이탈리아의 도모도솔라를 연결하는 노선이다. 20km 길이의 심플론 터널(1906년 개통)이 이 터널의 주요 부분이다. 로잔과 발로브 사이의 선은 때때로 선의 일부를 형성하는 것으로 간주되어 길이가 233km이다.
북쪽의 뢰치베르크 철도와 함께 이 철도는 동쪽에 있으며, 길이가 약 240km인 고트하르트 철도 다음으로 스위스에서 두 번째로 중요한 알프스 횡단 철도를 형성한다.
ETCS 레벨 2는 2022년 이전에 로잔과 브리그 사이의 노선에 설치될 예정이다.

## 역사

### 발로브-로잔
코소네–부시니-프레-로잔 구간은 쥐라 풋 철도 건설의 일환으로 서부 스위스 회사(West Switzerland Company, OS)에 의해 1855년에 열렸다. 부시니 - 로잔 연결 곡선은 1856년에 개통되었다. 주녀-에클레팡스 철도는 1870년에 코소네 - 발로브 구간에 대한 작업을 시작했다. 프랑스 철도 네트워크에 대한 국경 간 연결이 1875년에 개통되어 완공되었다. 콜 드 주뉴 아래 터널. 그러나 프랑스에서 스위스로 가는 열차는 1915년 개통될 때까지 지그재그로 회전해야 했다. 몽도르 터널과 프라슨느으로 가는 새로운 노선은 직항로를 만들었다. SNCF는 처음에 드조녀 터널을 통해 퐁타를리에까지 노선을 유지했지만, 이것은 제2차 세계 대전에서 프랑스군에 의한 드조녀 터널 폭파를 포함하여 심각한 피해를 입고, 재건되지 못했다.

### 로잔-브리크
노선의 첫 번째 구간은 서부 스위스 회사가 빌뇌브 – 벡스 구간을 열었을 때 1857년 6월 10일에 가동되었다. 이 노선은 OS, 이탈리아 노선 회사 및 심플론 철도 회사에 의해 후속 단계로 완성되었으며, 1878년 로이크 – 브리크 사이는 폐쇄되었다. 로잔과 브리크 사이의 두 개의 연속 트랙으로의 업그레이드는 2004년에야 완료되었다.
뢰치베르크 철도의 건설은 1913년에 완료되었으며 준비 과정에서 브리크는 교차점으로 업그레이드되었다. 1919년 이후 시옹-브리크 구간은 3000V 16Hz 3상으로 전철화되었지만, 1923년과 1927년 사이에는 현대 SBB 표준 단상 15kV 16.7Hz AC 시스템에서 노선 전체에 전철화되었다.
2007년 뢰치베르크 베이스 터널의 개통과 함께 피스프역은 베른 지역에서 체르마트까지 운행하는 서비스와 시온까지 운행하는 서비스 사이의 환승역이 되었다. 그 이후로 베이스 터널을 오가는 모든 열차는 피스프와 도모도솔라 사이의 심플론 노선을 통과했다.

### 브리크-도모도솔라
심플론 터널의 첫 번째 튜브는 건설 8년 후에 완료되었으며 도모도솔라까지의 노선 연장과 함께 1906년에 개통되었다. 세계. 심플론 터널은 운영 초기부터 1930년까지 3000V 16Hz 3상 AC 전원으로 전철화되었다.
심플론 터널의 두 번째 튜브는 1912년에서 1921년 사이에 건설되었으며, 1922년에 개통되었다.
1930년에 브리크에서 도모도솔라까지의 경로는 15kV/16 2 ⁄ 3Hz AC의 표준 스위스 시스템으로 전체에 전기를 공급했으며, 높은 전압은 이탈리아의 3,000V DC 시스템보다 가파른 남쪽 경사로에 더 적합했다. 인근 이탈리아 남쪽 램프(이셀 –도모도솔라)의 디스패처는 SBB 설립 이후 스위스 규정에 따라 일했다. 1930년 전철화될 때까지 이 구간의 2.5% 등급은 고트하르트 철도의 전철화 이후 브리크 창고로 재배치된 다수의 C 5/6 기관차를 사용하여 증기로 작업되었다. 스위스가 장착된 구간열차 보호 시스템은 지상 요원도 제공하는 페로비에 델로 스타토 (FS)에 속한다. 개방된 21세기에도 이탈리아 구간의 대부분의 교통량은 스위스 기관차로 운반된다.
1992년부터 스위스 기관차에 대한 접근을 제공하기 위해 도모도솔라 I역에서 도모도솔라 II 선적창까지 스위스 시스템에서 단일 트랙 링크가 전철화되었다. 선적창은 주로 화물 열차를 통해 견인력의 변화를 제공한다.

## 운행
파리에서 밀라노까지 트란스 유럽 익스프레스 서비스가 폐쇄된 이후 야간 여객 열차만 전체 거리를 운행했다. 이 열차는 트레니탈리아에서 텔로(Thello)라는 이름으로 운영하며, 이전 베니스-심플론 오리엔트 익스프레스에서도 사용되었던 파리- 디종 - 밀라노 - 베니스 노선을 운행한다. 이 서비스는 ETR 610 차량으로 운영된다.

### 장거리 노선
발로브와 로잔 사이의 장거리 떼제베(TGV) 서비스는 파리를 오가며 운행하며 겨울철에는 브리크까지 연장된다. 코소네와 부시니 또는 로잔 사이의 경로는 쥐라 풋 철도를 통해 달리는 ICN 열차에 의해 여전히 운영되고 있다. 로잔과 브리그 사이에서 인터레기오 서비스가 제네바 공항을 왕복한다. 로잔과 도모도솔라 사이에서 유로시티 서비스는 제네바에서 밀라노 또는 베니스까지 운행된다. 뢰치베르크 베이스 터널의 개통으로 2007년에 로만스호른 –브리크 루트에서 실행되는 인터시티 서비스와 바젤 –밀라노 루트에서 실행되는 유로시티 서비스는 피스프의 남쪽 포털과 브리크의 심플론 터널 북쪽 포털 사이의 구간을 사용한다.

### 지방간 운행
론 계곡 지역 서비스는 브리크에서 시옹 또는 생젱골프까지 운행된다. 또한 RER 보의 7개 노선 중 5개가 로잔과 르넨 사이의 심플론 철도 구간에서 운행된다. S2는 발로르브와 로잔, S1은 코소네와 빌뇌브, S3는 르넨과 빌뇌브, S4는 르넨과 로잔, S11은 코소네와 로잔을 잇는다.

### 화물
화물 열차가 노선을 운행한다.